# Crossopetalum orientale
Crossopetalum orientale là một loài thực vật có hoa trong họ Dây gối. Loài này được Mory mô tả khoa học đầu tiên năm 2001.